# M. Lindley Lee
Moses Lindley Lee (* 29. Mai 1805 in Minisink, New York; † 19. Mai 1876 in Petersburg, Virginia) war ein US-amerikanischer Arzt und Politiker. Zwischen 1859 und 1861 vertrat er den Bundesstaat New York im US-Repräsentantenhaus.

## Werdegang
Moses Lindley Lee wurde ungefähr sieben Jahre vor dem Ausbruch des Britisch-Amerikanischen Krieges im Orange County geboren. Er studierte Klassische Altertumswissenschaft. 1827 graduierte er am Union College in Schenectady und 1830 am College of Physicians and Surgeons of Western New York. Er praktizierte als Arzt in Fulton im Oswego County. Zwischen 1840 und 1844 war er Postmeister in Fulton. Er saß 1847 und 1848 in der New York State Assembly und 1855 im Senat von New York. Politisch gehörte er der Republikanischen Partei an.
Bei den Kongresswahlen des Jahres 1858 für den 36. Kongress wurde Lee im 22. Wahlbezirk von New York in das US-Repräsentantenhaus in Washington, D.C. gewählt, wo er am 4. März 1859 die Nachfolge von Henry C. Goodwin antrat. Er schied nach dem 3. März 1861 aus dem Kongress aus. Ungefähr einen Monat später brach der Bürgerkrieg aus.
Nach seiner Kongresszeit nahm er in Fulton wieder seine Tätigkeit als Arzt auf. Auf der Rückreise von einem Besuch in den Südstaaten erkrankte er in Petersburg ernsthaft und verstarb dort am 19. Mai 1876. Sein Leichnam wurde dann auf dem Mount Adnah Cemetery in Fulton beigesetzt.